# Bất Giáng
Bất Giáng (chữ Hán: 不降 - Bu Jiang) là vị vua thứ 11 nhà Hạ trong lịch sử Trung Quốc.

## Thân thế
Bất Giáng là con của Hạ Tiết – vua thứ 10 của nhà Hạ.

## Trị vì
Năm 1981 TCN, Hạ Tiết qua đời, Bất Giáng lên nối ngôi.
Theo Trúc thư kỉ niên, năm thứ 6 trong thời gian cai trị (khoảng 1975 TCN), ông mang quân đi đánh nước Cửu Uyển (九苑 Jiu Yuan).
Năm thứ 35 trong thời gian ông cai trị (khoảng 1946 TCN), chư hầu của nhà Hạ là Thương đánh bại nước Bì thị (皮氏).
Năm 1922 TCN, Bất Giáng qua đời. Ông làm vua tất cả 59 năm. Em ông là Hạ Quýnh lên nối ngôi.

### Bất Giáng qua đời lý do
Chư hầu của nhà Hạ là Thương đánh bại nước Bì thị (皮氏)
- Năm 1922 TCN, Bất Giáng qua đời.
- Hay do quá già và sức khoẻ yếu